# فرینو بالا
فرینو بالا یک روستا در ایران است که در دهستان خوارتوران شهرستان شاهرود واقع شده‌است. فرینو بالا ۸۹ نفر جمعیت دارد.